# سیارک ۶۳۱۰
سیارک ۶۳۱۰ (به انگلیسی: 6310 Jankonke، نامگذاری:1990KK) شش هزار و سیصد و دهمین سیارک کشف شده‌است که در ۲۱ مه ۱۹۹۰ کشف شد.
قدر مطلق سیارک برابر ۱۳٫۴۰ است.